# Валентинова, Ольга
Ольга Валентинова (род. 1981) — белорусская спортсменка, выступавшая в сольных композициях кикбоксинга. Многократный победитель Кубка мира по кикбоксингу, чемпионка Европы 1998 г. по кикбоксингу в разделе сольные композиции, пятикратная чемпионка мира. Спортивную карьеру начала с занятий художественной гимнастикой под руководством Аллы Валентиновны Димчогло в Солигорске. С 1995 по 2001 год тренировалась в СК «Кик Файтер» в секции кикбоксинга у Евгения Добротворского. Окончила Республиканское Училище Олимпийского Резерва. Завершила карьеру в 2001 году после рождения первого ребёнка. Замужем второй раз, воспитывает сына от первого брака и дочь от второго брака.

## Спортивная карьера
Перейдя из художественной гимнастики в кикбоксинг, Ольга сразу попала в группу к заслуженному тренеру РБ Евгению Добротворскому, где в это время занимались чемпионы мира и Европы: Дарья Машаро, Алексей Пекарчик и другие титулованные спортсмены. Буквально через два года Ольга Валентинова заявила о себе на Первенстве мира, завоевав первую и последнюю серебряную медаль в мягком стиле кикбоксинга. Все свои последующие соревнования в этом разделе она выиграла. Ольга Валентинова запомнилась зрителям необыкновенной гибкостью и виртуозным владением своим телом. Её неповторимый стиль «Пьяный кулак» приносил ей только золото. Овладев в совершенстве Китайским мечом, она стала чемпионкой мира и в этом разделе. Из спорта ушла не побеждённой. Оказала огромное влияние на становление будущей многократной чемпионки мира Вероники Домбровской, пришедшей ей на смену.

## Спортивные достижения
Кикбоксинг, сольные композиции
- 1997: Первенство мира  мягкий стиль
- 1998: Первенство Европы  стиль с оружием
- 1998: Первенство Европы  мягкий стиль
- 1998: Кубок мира (Венгрия)  жесткий стиль
- 1998: Кубок мира (Венгрия)  мягкий стиль
- 1998: Кубок мира (Венгрия)  мягкий стиль с оружием
- 1998: Чемпионат Европы (Венгрия)  мягкий стиль
- 1999: Чемпионат Мира (Каорле, Италия)  мягкий стиль с оружием
- 1999: Чемпионат Мира (Каорле, Италия)  мягкий стиль
- 1999: Кубок мира ISKA (Gold Coast, Австралия)  стиль с оружием
- 1999: Кубок мира ISKA (Gold Coast, Австралия)  мягкий стиль
- 1999: Кубок мира ISKA (Gold Coast, Австралия)  Абсолютная чемпионка
- 2000: Чемпионат Мира ISKA (Сидней, Австралия)  мягкий стиль
- 2000: Чемпионат Мира ISKA (Сидней, Австралия)  мягкий стиль с оружием
- 2000: Чемпионат Мира ISKA (Сидней, Австралия)  Абсолютная чемпиона
- 2001: Кубок мира WAKO (Дебрецен, Венгрия)  мягкий стиль